# Dunckerocampus pessuliferus

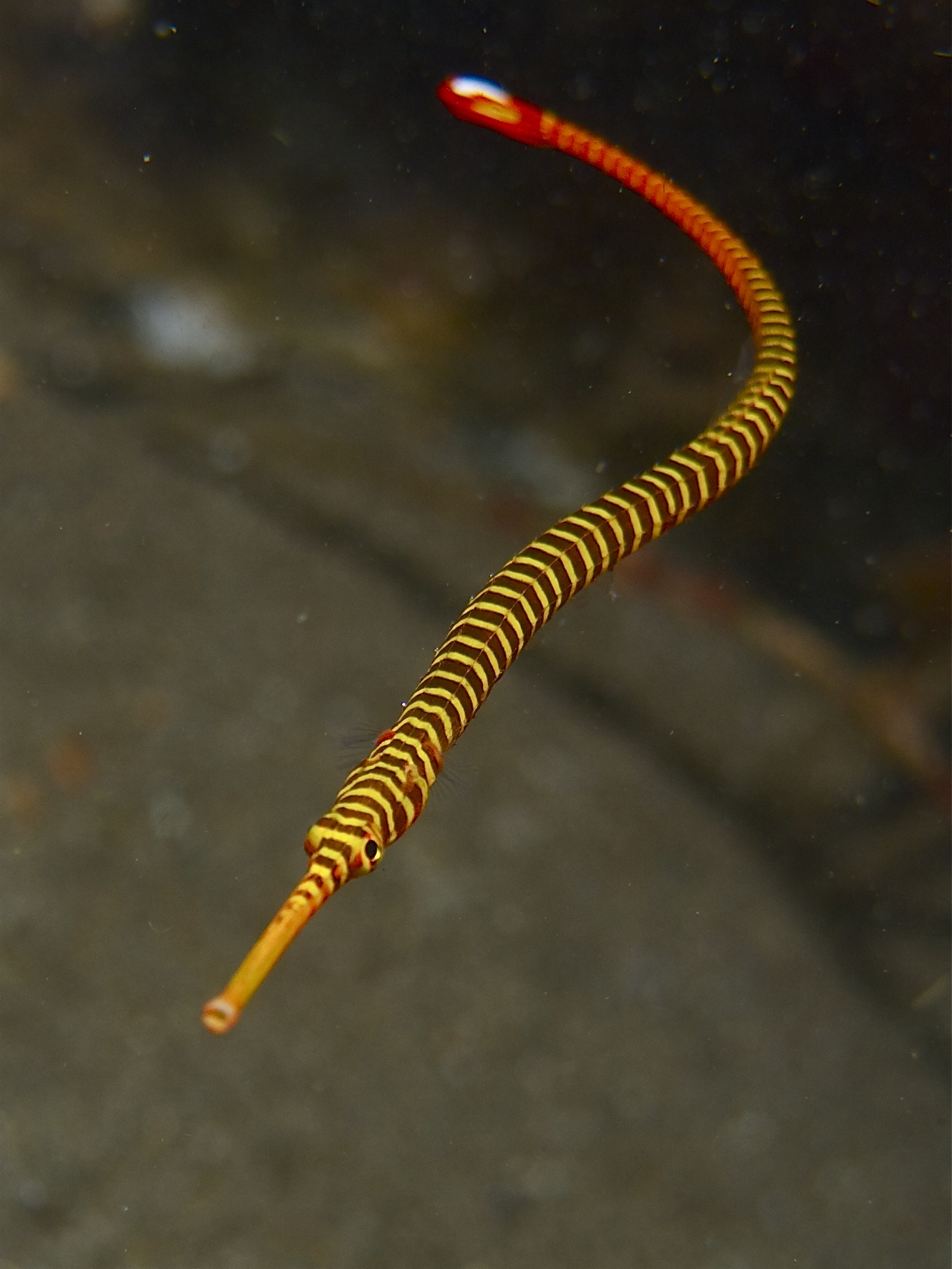
D. pessuliferus en Dauin, Bisayas, Filipinas.

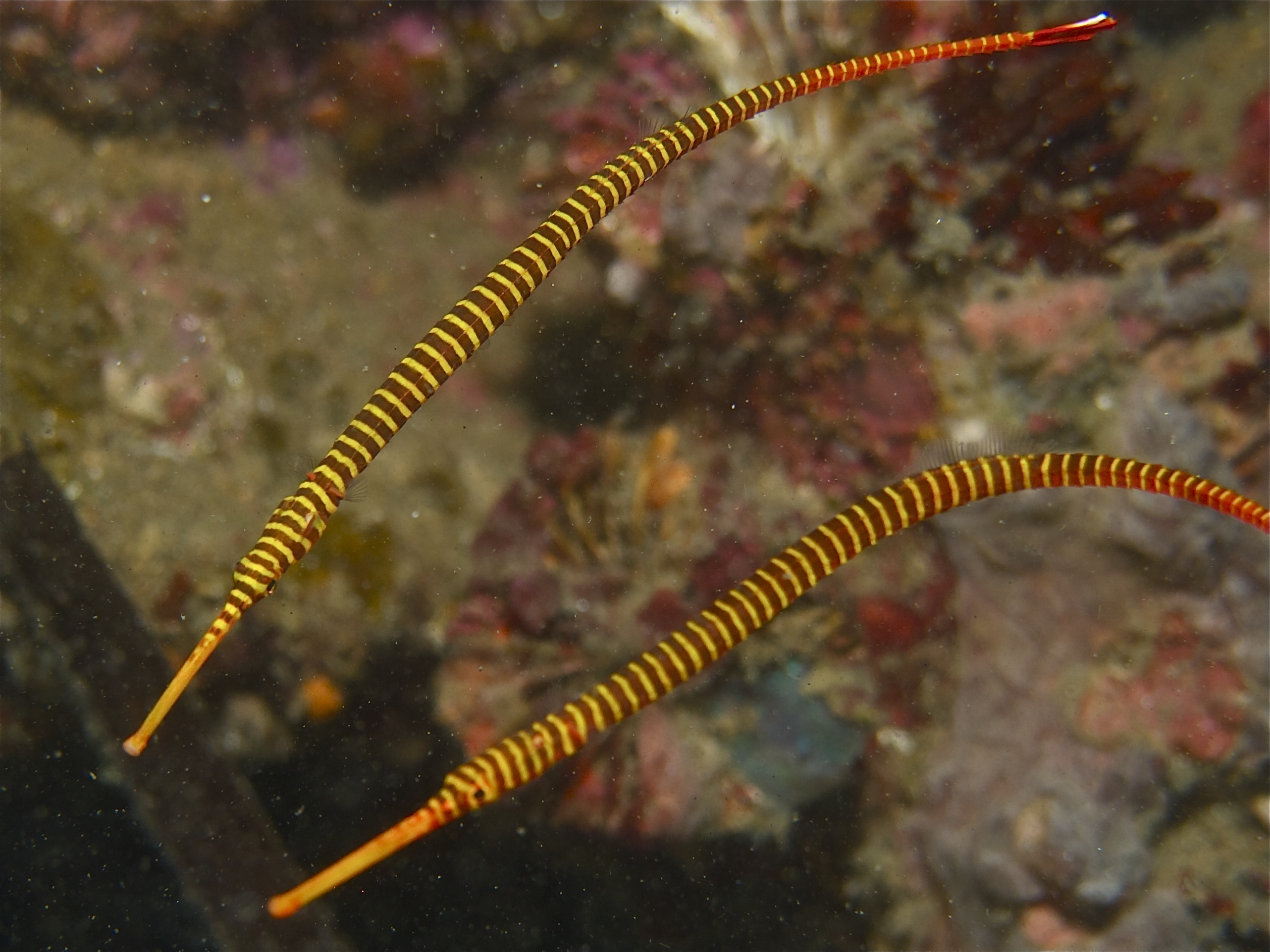
Pareja de Dunckerocampus pessuliferus en Sorong, Indonesia

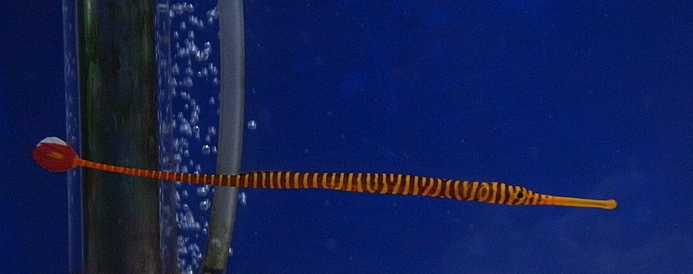
Dunckerocampus pessuliferus en el Osaka Aquarium Kaiyukan, Japón

Dunckerocampus pessuliferus es una especie de pez de la familia Syngnathidae, en el orden de los Syngnathiformes.
Su nombre común es pez pipa anillado amarillo. Está emparentado con los caballitos de mar, y, como en ellos, es de las pocas especies en las que son los machos quienes incuban los embriones hasta su nacimiento.

## Morfología
Tienen la boca en forma de tubo, ensanchando algo la cabeza y el cuerpo, que conforman una horizontal, rematada por una distintiva aleta caudal, más grande y ovalada, de color rojo, con una mancha amarilla en el centro, y el margen superior-posterior en blanco. El cuerpo es color amarillo, con rayas verticales de, aproximadamente, igual ancho e igualmente espaciadas, de color marrón oscuro, que se extienden también a la cabeza y el hocico.
Carecen de espinas, teniendo entre 30 radios blandos dorsales, 4 radios blandos anales, 21 radios blandos en las aletas pectorales, y 10 radios blandos en la aleta caudal.
Los machos tienen una bolsa incubadora bajo el abdomen, y las hembras tienen ovopositor. 
Los machos pueden alcanzar 16 cm de longitud total.

## Reproducción
Es ovovivíparo y el macho transporta los huevos en una bolsa ventral, la cual se encuentra debajo de la cola. Los huevos son amarillo-naranja, con forma de pera, y están embebidos parcialmente en un trozo de piel, donde los capilares circundantes proporcionan oxígeno a los embriones.
El macho incuba la puesta hasta que eclosionan en individuos perfectamente formados, transparentes, de unos 30 mm, que permanecen por poco tiempo en estado pelágico. Cuando se asientan comienza a aparecer la coloración.

## Hábitat y comportamiento
Es un pez  de mar, de clima tropical, y asociado a los arrecifes de coral. Comúnmente en suelos blandos. Los adultos se ven en parejas, nadando alrededor de cabezas de coral aisladas en parches de arena o limosos. Son divisados por buceadores en suelos profundos, donde están libres de oleaje que les moleste, también se localizan en estuarios de aguas poco profundas.
Vive en aguas superficiales, su rango de profundidad está aceptado hasta los 44 m.
Es un activo limpiador, entreteniéndose en tareas de limpieza y comiendo copépodos y otros parásitos de peces de mayor tamaño.

## Distribución geográfica
Se encuentra desde el este del océano Índico, hasta el Pacífico, en Wallis y Futuna.
Es especie nativa de Australia; Filipinas; Indonesia y Wallis y Futuna.